# Olympische Sommerspiele 1952/Teilnehmer (Irland)
| Gelbes Symbol für Goldmedaillen mit stilisierten Olympischen Ringen | Graues Symbol für Silbermedaillen mit stilisierten Olympischen Ringen | Braundes Symbol für Bronzemedaillen mit stilisierten Olympischen Ringen |
| ------------------------------------------------------------------- | --------------------------------------------------------------------- | ----------------------------------------------------------------------- |
| —                                                                   | 1                                                                     | —                                                                       |

Irland nahm an den Olympischen Sommerspielen 1952 in der finnischen Hauptstadt Helsinki mit 19 männlichen Sportlern an 18 Wettbewerben in sechs Sportarten teil.
Seit 1924 war es die fünfte Teilnahme Irlands an Olympischen Sommerspielen.

## Flaggenträger
Paddy Carroll trug die Flagge Irlands während der Eröffnungsfeier im Olympiastadion.

## Medaillengewinner
Mit einer gewonnenen Silbermedaille belegte das irische Team Platz 34 im Medaillenspiegel.

### Silber
| Name         | Sportart | Wettbewerb    |
| ------------ | -------- | ------------- |
| John McNally | Boxen    | Bantamgewicht |

## Teilnehmer nach Sportarten

### Boxen
Fliegengewicht (bis 51 kg)
- Andrew Reddy
Runde 1: ausgeschieden gegen Aristide Pozzali aus Italien durch Punktrichterentscheidung (0:3)

Bantamgewicht (bis 54 kg)
- John McNally
Runde 1: Freilos
Runde 2: gegen Alejandro Ortuoste von den Philippinen durch Punktrichterentscheidung (3:0) durchgesetzt
Viertelfinale: gegen Vincenzo Dall’Osso aus Italien durch Punktrichterentscheidung (3:0) durchgesetzt
Halbfinale: gegen Gang Jun-Ho aus Südkorea durch Punktrichterentscheidung (3:0) durchgesetzt
Finale: gegen Pentti Hämäläinen aus Finnland durch Punktrichterentscheidung (1:2) verloren, Rang 2

Federgewicht (bis 57 kg)
- Thomas Reddy
Runde 1: ausgeschieden gegen Stevan Redli aus Jugoslawien durch technischen K. o. in der zweiten Runde

Leichtgewicht (bis 60 kg)
- Kevin Martin
Runde 1: gegen Marcel Van De Keere aus Belgien durch Punktrichterentscheidung (2:1) durchgesetzt
Runde 2: ausgeschieden gegen Gheorghe Fiat aus Rumänien durch Punktrichterentscheidung (0:3), Rang 9

Halbweltergewicht (bis 63,5 kg)
- Terence Milligan
Runde 1: gegen Ibrahim Afsharpour aus dem Iran durch Punktrichterentscheidung (3:0) durchgesetzt
Runde 2: gegen Pieter van Klaveren aus den Niederlanden durch Punktrichterentscheidung (3:0) durchgesetzt
Viertelfinale: gegen Bruno Visintin aus den Italien durch Punktrichterentscheidung (3:0) verloren, Rang 5

Weltergewicht (bis 67 kg)
- Peter Crotty
Runde 1: ausgeschieden gegen Harry Gunnarsson aus Schweden durch technischen K. o. in der zweiten Runde

Mittelgewicht (bis 75 kg)
- William Duggan
Runde 1: ausgeschieden gegen Vasile Tiţă aus Rumänien durch Disqualifikation in der dritten Runde

Schwergewicht (über 81 kg)
- John Lyttle
Runde 1: ausgeschieden gegen Jean Lansiaux aus Frankreich durch Punktrichterentscheidung (0:3)

### Fechten
Florett Einzel
- Patrick Duffy
Runde 1: in Gruppe 5 mit zwei Siegen und vier Niederlagen nicht für die Runde 2 qualifiziert, Rang 5
- Harold Thuillier
Runde 1: in Gruppe 3 mit zwei Siegen und drei Niederlagen nicht für die Runde 2 qualifiziert, Rang 5

Degen Einzel
- George Carpenter
Runde 1: in Gruppe 2 mit einem Sieg und sechs Niederlagen nicht für die Runde 2 qualifiziert, Rang 8
- Patrick Duffy
Runde 1: ausgeschieden in Gruppe 3, ein Duell gewonnen / sechs verloren, zehn Treffer erzielt – 19 erlitten, Rang 7
- Thomas Kearney
Runde eins: in Gruppe 6 mit drei Siegen und vier Niederlagen für die Viertelfinalkämpfe qualifiziert, Rang 4
Viertelfinale: in Gruppe 5 mit zwei Siegen und sechs Niederlagen nicht für die Halbfinalkämpfe qualifiziert, Rang 9

### Leichtathletik
100 m
- Paul Dolan
Vorläufe: in Lauf 2 (Rang 3) mit 11,0 s (handgestoppt) bzw. 11,12 s (elektronisch) nicht für die Viertelfinalläufe qualifiziert

200 m
- Paul Dolan
Vorläufe: in Lauf 15 (Rang 2) mit 21,9 s (handgestoppt) bzw. 22,04 s (elektronisch) für die Viertelfinalläufe qualifiziert
Viertelfinale: in Lauf 2 (Rang 3) mit 21,9 s (handgestoppt) bzw. 22,15 s (elektronisch) nicht für die Halbfinalläufe qualifiziert

400 m
- Paul Dolan
Vorläufe: in Lauf 10 (Rang 3) mit 48,5 s (handgestoppt) bzw. 48,81 s (elektronisch) nicht für die Viertelfinalläufe qualifiziert

Marathon
- Joe West
Finale: 2:56:22,8 h (+33:19,6 min), Rang 49

### Reiten
Vielseitigkeit Einzel
- Mark Darley
Finale: 415,66 Fehlerpunkte, Rang 33
Dressur: 152,66 Fehlerpunkte, Rang 36
Geländeritt: 253,00 Fehlerpunkte, Rang 34
Springreiten: 10,00 Fehlerpunkte, Rang 10
- Harry Freeman-Jackson
Finale: 268,66 Fehlerpunkte, Rang 27
Dressur: 183,66 Fehlerpunkte, Rang 56
Geländeritt: 55,00 Fehlerpunkte, Rang 25
Springreiten: 30,00 Fehlerpunkte, Rang 31
- Ian Hume-Dudgeon
Finale: 269,20 Fehlerpunkte, Rang 28
Dressur: 162,20 Fehlerpunkte, Rang 43
Geländeritt: 87,00 Fehlerpunkte, Rang 27
Springreiten: 20,00 Fehlerpunkte, Rang 24

Vielseitigkeit Mannschaft
- Mark Darley, Harry Freeman-Jackson und Ian Hume-Dudgeon
Finale: 953,52 Fehlerpunkte, Rang 6
Dressur: 498,52 Fehlerpunkte, Rang 14
Geländeritt: 395,00 Fehlerpunkte, Rang 6
Springreiten: 60,00 Fehlerpunkte, Rang 4

### Ringen
Freistil
Leichtgewicht (bis 67 kg)
- Jack Vard
Runde eins: gegen Richard Garrard aus Australien verloren (3:0)
Runde zwei: gegen Tommy Evans aus den USA verloren (Schultersieg des Gegners)

### Segeln
Finn-Dinghy
- Alfred Delany
Finale: 2308 Punkte, Rang 21
1. Rennen: 402 Punkte, 1:24:36 h, Rang 14
2. Rennen: 186 Punkte, 1:52:07 h, Rang 23
3. Rennen: 372 Punkte, 1:28:05 h, Rang 15
4. Rennen: 269 Punkte, 1:25:35 h, Rang 19
5. Rennen: 133 Punkte, 1:36:38 h, Rang 26
6. Rennen: 133 Punkte, 1:31:24 h, Rang 26
7. Rennen: 946 Punkte, 1:27:18 h, Rang 04